# 理论心理学
理論心理學是心理學的理論以及哲學層面的研究，是一個跨領域的學科，和認知心理學、社會心理學、發展心理學、臨床心理學、知覺心理學、神經心理學、生物心理學及批判心理學都有關。
理論心理學起源於科學哲學，每一個新的分支都以邏輯和理性為基礎。它誕生於經驗或實驗心理學之前。
美國的理論心理學及哲學心理學協會專門研究心理學的理論及哲學議題，常在一年一度的美國心理學會大會舉辦研討會、講座、圓桌討論等活動。歐洲的Laszlo Garai以庫爾特·勒溫提出的方法論及李夫·維高斯基的理論為基礎，也發展了理论心理学 。
與理論心理學相對的是應用心理學。

## 起源
理論心理學源自於哲學，更具體地說是源自於科學哲學。哲學致力於理解概念的本質和結構、這些概念發生的規律以及將這些規律結合在一起的理論。科學哲學的分支之一就是理論心理學。儘管科學哲學並不使用科學方法來得出關於物理世界的想法，但它仍然是科學相關的，它強調科學本身背後的邏輯和合理性，並努力揭示無法用經驗衡量的東西。它也在形而上學和認識論上關注所有人類，同時融合了人類知識的本質。理論心理學和心理學的關係與科學哲學和科學關係相似，它是應用於概念、規律和理論的邏輯和理性。理論心理學無法辨別哪些理論更真實或更正確。 許多人認為理論心理學是對心理學理論中更“真實”的“想法”的支持或合理化。 然而，這種情況並非如此。 理論心理學以通過認識論已知的思想為科學基礎。
理論心理學早在傳統經驗和實驗心理學的任何分支之前就存在了。 因此，理論心理學有更多的知識深度和廣度可以被其他分支汲取。這也使得理論心理學的新發展在當今不太常見，因為許多“新”方法正在藉鑑和振興過去的理論。 這為這些基礎理論帶來了新的知識、參考框架和思維方式。 這可能是因為與基於經驗的心理學中的相關領域相比，想法的發展和獲得動力需要更長的時間。

## 心理學的哲學議題
（philosophical psychology）

## 外部連結
- International Society for Theoretical Psychology （页面存档备份，存于）
- Laszlo Garai's writings in theoretical psychology, general psychology and brain research. （页面存档备份，存于）
- Theory of Psychology and other Human Sciences (Documents No. 9 and 10 in English) （页面存档备份，存于）
- The Society for Theoretical and Philosophical Psychology (American Psychological Association, Division 24) （页面存档备份，存于）
- The Ondwelle Home-page:- seeking micro-physiological explanations for Piagetian psychology. (Depends significantly on Physics and Info-tech at the cell and sub-cell level).  （页面存档备份，存于）